# Kisar
Kisar (indonez. Pulau Kisar) – wyspa w Indonezji w prowincji Moluki; powierzchnia 81,83 km², 7286 mieszkańców. Lokalne nazwy wyspy: Yotowawa (Jotowawa, Iotovava), Daisuli, Yotowawa Daisuli.
Ludność wyspy w większości zajmuje się rolnictwem. W użyciu są dwa niespokrewnione języki: austronezyjski język kisar (meher) i papuaski język oirata. Oba są zagrożone wymarciem. Mieszkańcy posługują się także lokalnym malajskim oraz językiem indonezyjskim. 
Mniejszościowa grupa etniczna Oirata wywodzi się z Timoru Wschodniego.